# Andrea Barbieri
Andrea Barbieri (Piombino, 27 luglio 1986) è un rugbista a 15 italiano, può giocare sia come seconda che come terza linea. Attualmente milita nel Rugby Parma FC in Serie B e svolge anche il ruolo di allenatore della mischia..

## Biografia
Seconda e terza linea di grande consistenza. Tra i più continui ed impiegati dallo staff tecnico nella stagione che ha segnato il ritorno del Viadana nel campionato nazionale d'Eccellenza. È alla terza stagione in giallonero e lo scorso anno ha siglato 3 mete in 12 partite di cui una in Amlin Challenge Cup..
Durante la sua carriera ha fatto parte della nazionale italiana a livello giovanile in Under 18, 19 e 20 ed anche dell'Italia A.